# 効用
効用（こうよう、英: utility）とは、経済学（ミクロ経済学）の基本的概念であり、各消費者が財やサービスを消費することによって得ることができる満足の度合いのこと。

## 選好関係と効用関数
{\displaystyle X}を消費集合（消費者の選択肢の集合）とする。選好関係（preference relation）とは、{\displaystyle X}上の関係のことを言う。効用関数とは、{\displaystyle X}を定義域とする実数値関数のことを言う。効用関数の値のことを効用と言う。選好関係{\displaystyle \succsim \subset X^{2}}と効用関数{\displaystyle u:X\rightarrow \mathbb {R} }について、{\displaystyle x\succsim y}と{\displaystyle u(x)\geq u(y)}が同値であるとき、{\displaystyle u}は{\displaystyle \succsim }を表現すると言う。これは、選好関係のもとでの、選択肢についての好みの順が、選択肢の効用の大小で表されることに他ならない。
選好関係から導かれる無差別関係{\displaystyle \sim =\{(x,y)\in X^{2}|x\succsim y\wedge y\succsim x\}}は、この選好関係を表現する効用関数の核{\displaystyle \mathrm {ker} \ u=\{(x,y)\in X^{2}|u(x)=u(y)\}}と一致する。これらの同値関係のもとでの同値類を無差別曲線と言う。無差別曲線は、効用関数の等高線でもある。

## 基数的効用と序数的効用
効用の解釈として、基数的効用（cardinal utility）と序数的効用（ordinal utility）とがある。前者が効用の水準に意味があるとするのに対して、後者は各選択肢の効用の大小にのみ意味があるとする点で異なる。両者の違いは、これは効用の可測性の問題として、効用の概念の発生当初から議論の対象であった。現在では、特定の選好関係を表現する効用関数が無数に存在することが知られており、効用の序数的情報のみが問題とされるようになった。

## 期待効用
期待効用理論はリスクを伴う意思決定において、効用関数を定義する。
1713年、ニコラス・ベルヌーイは「サンクトペテルブルクのパラドックス」と呼ばれる意思決定問題によって期待値理論の矛盾を指摘した。ダニエル・ベルヌーイは1738年に発表した論文の中で、リスク回避的な意思決定においては損益の金額そのものの期待値ではなくその金額の対数関数で得られる効用の期待値を判断基準とすることでこのパラドックス問題の合理的解決が可能であることを示した。
1944年、ジョン・フォン・ノイマンとオスカー・モルゲンシュテルンの共著による『ゲーム理論と経済行動』が出版された。彼らはゲーム理論を体型化する中でD・ベルヌーイによる効用関数の理論を発展させ、期待効用理論を定義づけた。

## 厚生主義
個人の効用に関する情報に基づいて社会全体の望ましさを評価する倫理学や政治哲学の立場は厚生主義と呼ばれる。以下は厚生主義に基づく規範的な基準の例である。
パレート効率性ある集団において、少なくとも1人の効用を改善でき、誰の効用も悪化させないような資源配分の改善はパレート改善といわれ、もはやパレート改善の余地のない状態はパレート最適といわれる。
マキシミン原理最も不遇な人の効用を可能な限り高めるべきであるという基準。効用の序数性と矛盾しないために選好に基づいたPS福祉指標が用いられる。米国の政治哲学者ジョン・ロールズが提唱し、アマルティア・センら数理経済学者によって体系化された。
無羨望性資源配分において、どの個人も自分の分配分を他人の分配分よりも悪くないと自分の選好によって評価するとき、これを「消費に関する選好順序に基づく無羨望配分」と呼ぶ。

## 労働価値説と効用価値説
古典派経済学およびマルクス経済学は財の価格が供給側（企業）の労働投入量のみによって決定されるという「労働価値説」（客観価値説）を採用していた。これに対して、限界革命を経て誕生した新古典派経済学は財の需要側（家計）の限界効用と供給側（企業）の限界費用の相互関係によって商品の価格が決定されるというアプローチを取った。とりわけカール・メンガーを祖とするオーストリア学派の主張は、「労働価値説」と対比的に「効用価値説」（主観価値説）とも呼ばれる。

## 他概念との関係

### 便益
便益（英: benefits）は効用の金銭的表現である。すなわち消費者が財を消費して得られる主観的な満足を金銭換算して表現した値である。しばしば支払意志額をもって表現される。
費用便益分析では効用と費用を定量比較するために、効用を便益で表現（=貨幣表現）したうえで費用との比較をおこなう。